# Rodochrozyt
Rodochrozyt (dialogit, diagolit lub szpat manganowy) – minerał z gromady węglanów. Należy do grupy minerałów rzadkich rozpowszechnionych tylko w niektórych rejonach Ziemi.
W 2002 roku został uznany za oficjalny klejnot Kolorado. Jest narodowym kamieniem szlachetnym Argentyny.

## Historia i pochodzenie nazwy
Nazwa pochodzi od greckich słów rodo = róża i chros = barwa i nawiązuje do barwy tego minerału. Po raz pierwszy odkryty został w 1800 roku w Rumunii. Uznany jako minerał dopiero w 1813 roku.

## Charakterystyka

### Właściwości
Składa się w około 48% z manganu i z 10% z węgla. Bardzo rzadko tworzy kryształy o pokroju izometrycznym, czasami słupkowym płytkowym; najczęściej przyjmują postać romboedrów, lub skalenoedrów, które czasami skupiają się w przepiękne druzy o lśniącej czerwonej barwie. Występuje w skupieniach zbitych, nerkowatych, kulistych, ziarnistych, skorupowych, groniastych, naciekowych, warstwowych, promienistych. Często tworzy sferolity, stalaktyty, konkrecje i agregaty. Jest kruchy, przezroczysty do nieprzezroczystego, często zawiera domieszki wapnia – rodochrozyt wapniowy (o barwie jasnobrunatnej, szaro-różowej bądź czerwonej; występuje na obszarze Peru), żelaza, magnezu, miedzi, cynku, kobaltu. Tworzy roztwór stały z syderytem. Jest izomorficzny z kalcytem, magnezytem i smithsonitem. Krystalizuje po hausmanicie, braunicie i barycie. Często występuje w formie kryształów bliźniaczych. Wykazuje dwójłomność na poziomie 0,2180. W świetle UV fluoryzuje na różowo, choć w bliskim ultrafiolecie fluorescencja może być żółta lub nie występować w ogóle. Okazy w formie nacieków lub warstw naprzemianległych jasno i ciemnoróżowych pasków z Argentyny nazywa się inkaską różą.

### Występowanie
Występuje w kruszcowych żyłach hydrotermalnych i złożach metamorficznych, także w karbonatytach. Może powstawać w też w wyniku oddziaływania tych roztworów na skały zawierające mangan. W rzadkich przypadkach rodochrozyt występuje w osadach lub pegmatytach granitowych. Bywa spotykany również w złożach osadowych pirytu. Rzadko występuje w szczelinach skał wulkanicznych.
Współwystępuje najczęściej z kalcytem, galeną, sfalerytem, syderytem, tetraedryt, barytem, dolomitem, fluorytem, kwarcem, pirytem, rodonitem czy granatami.

### Miejsca występowania
- Na świecie: USA – Kolorado (Kopalnia Sweet Home - kryształy wartości jubilerskiej), Montana[6]; Argentyna – („róża Inków”), RPA – najbardziej przejrzyste kryształy, Niemcy, Austria, Hiszpania[6], Słowacja, Bułgaria, Meksyk, Peru, Rumunia, Kanada, Chiny, Francja, Japonia, Rosja[14], Namibia (Tsumeb)[6].

- W Polsce: został znaleziony w szczelinach limonitu w okolicach Tarnowskich Gór (Górny Śląsk), w żyłach barytowych w okolicach Wałbrzycha oraz koło Nowej Rudy w Sudetach[6].

### Zastosowanie
- do pozyskiwania manganu (tylko tam gdzie jest to opłacalne) – zawiera 43% Mn,
- wykorzystywany w jubilerstwie,
- do wyrobu rzeźb i różnych przedmiotów ozdobnych,
- poszukiwany przez kolekcjonerów.

## Galeria

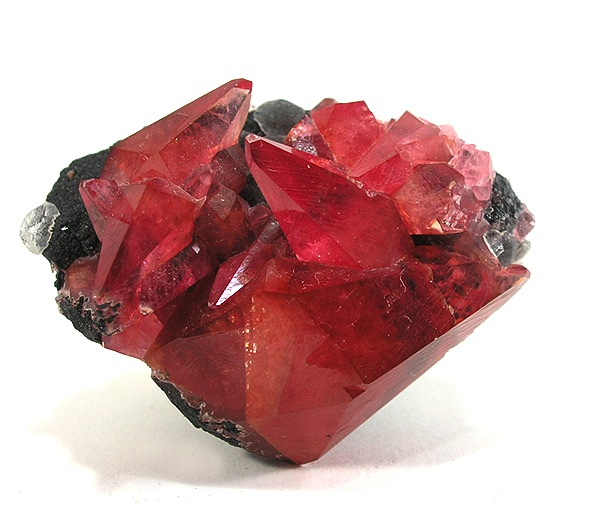
intensywnie czerwony okaz z fluorytem na goethycie
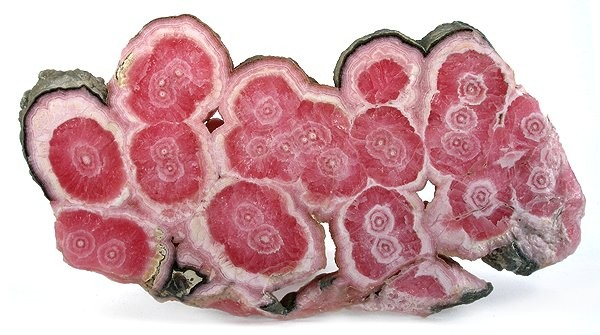
plaster rodochrozytu w formie stalaktytu z Argentyny
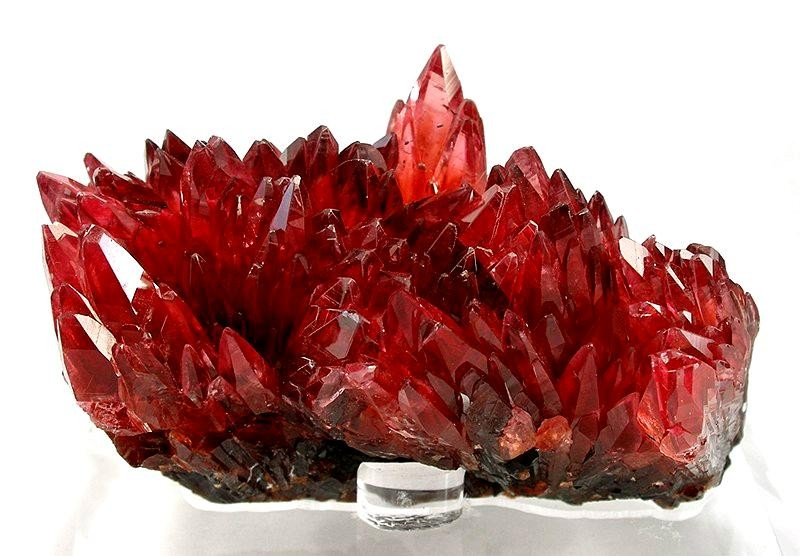
okaz z Afryki Południowej
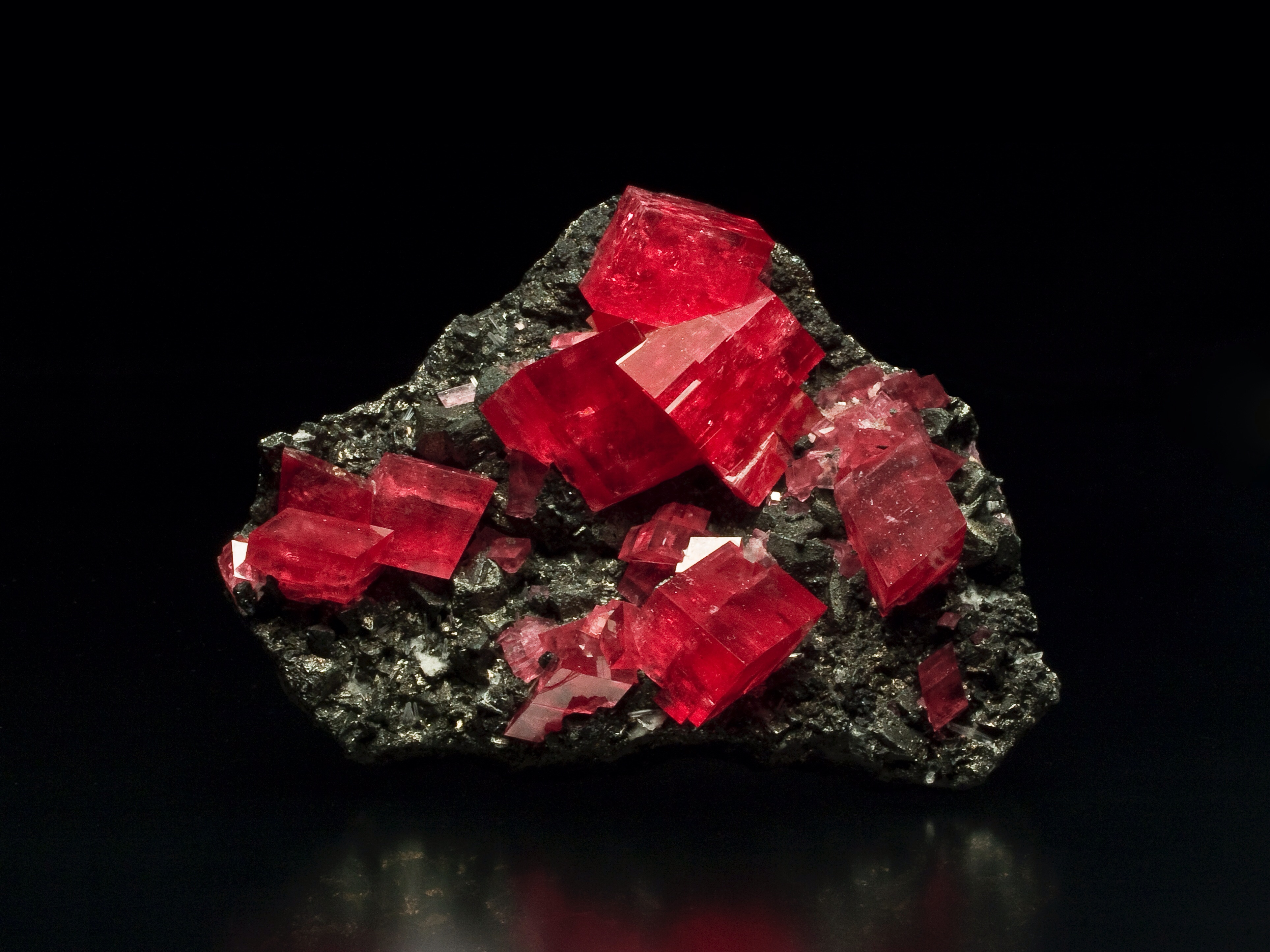
Rodochrozyt z kopalni Sweethome z Kolorado
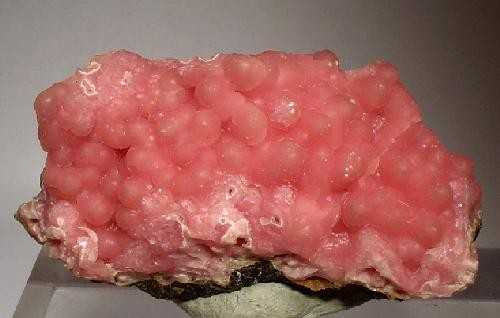
botryoidalny rodochrozyt z Japonii
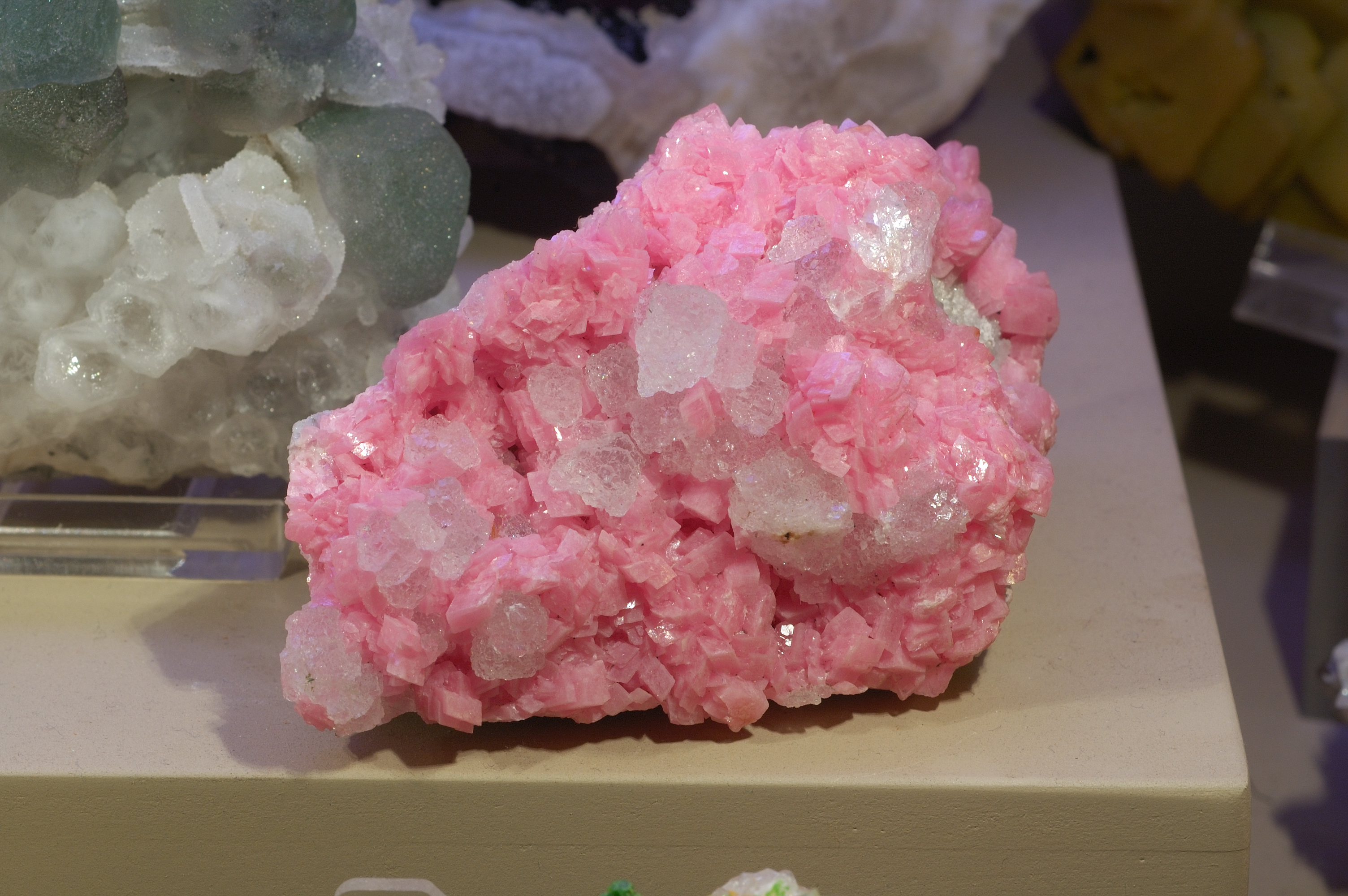
różowy okaz z kwarcem z Kolorado